# Liga Premier de Libia 2009-10
La Liga Premier de Libia 2009/10 (conocida como Liga Premier Libyana por motivos comerciales) es la cuadragésima segunda edición de la Liga Premier de Libia, establecida desde 1963. Un total de 14 equipos, se disputan el campeonato, incluyendo el campeón defensor Ittihad de Trípoli. La temporada estaba programada para iniciar el 1 de octubre de 2009, pero se aplazó y dio inicio el 8 de octubre y llegará a su fin el 14 de mayo del 2010.

## Sistema de competición
El modo de disputa establecido es el sistema de todos contra todos a partidos de ida y vuelta, es decir, a dos rondas compuestas por 13 jornadas. Se convierte en campeón el equipo que acumule mayor cantidad de puntos finalizadas las 26 jornadas. Si dos o más equipos están empatados en una posición en particular, el desempate se resuelve de la siguiente manera:
1) Se toman en cuenta los siguientes parámetros en los enfrentamientos directos entre los equipos involucrados:
a) Número total de goles marcados en enfrentamientos directos.
b) Número total de goles marcados de calidad de visitante.
2) Diferencia de goles.
3) Número total de goles marcados.
4) Partido de desempate en campo neutral.

## Producto de clasificación
- El torneo coronará al campeón número 42 en la historia de la Liga Premier de Libia.

- Este obtendrá a su vez el acceso a la primera ronda de la Liga de Campeones de la CAF 2011.

- Y por último, serán determinados, sobre la base de su posición en la tabla, los 3 equipos descendidos y el que debe de jugar los partidos por la promoción de categoría.

## Ascensos y descensos
| Ascendidos a Liga Premier                            |
| ---------------------------------------------------- |
| Najma (Campeón de Segunda División de Libia 2008/09) |
| Tahaddy (2º de Segunda División de Libia 2008/09)    |

| Descendidos a Segunda División                       |
| ---------------------------------------------------- |
| Aman al Aam (13º en Liga Premier de Libia 2008/09)   |
| Wefaq Sabrata (14º en Liga Premier de Libia 2008/09) |
| Jazeera (15º en Liga Premier de Libia 2008/09)       |
| Wahda (16º en Liga Premier de Libia 2008/09)         |

## Equipos participantes
| Equipo        | Ciudad     | Estadio             | Capacidad |
| ------------- | ---------- | ------------------- | --------- |
| Ahly          | Bengasi    | Hugo Chávez         | 10.550    |
| Ahly          | Trípoli    | 11 de Junio         | 65.000    |
| Akhdar        | Al Bayda   | Al Bayda            | 10.000    |
| Hilal         | Bengasi    | Hugo Chávez         | 10.550    |
| Ittihad       | Trípoli    | 11 de Junio         | 65.000    |
| Kahleej Sirte | Sirte      | 2 de Marzo          | 2.000     |
| Madina        | Trípoli    | 11 de Junio         | 65.000    |
| Najma         | Bengasi    | Hugo Chávez         | 10.550    |
| Nasr          | Bengasi    | Hugo Chávez         | 10.550    |
| Olomby        | Al Zawiyah | Zawiyah             | 6.000     |
| Shat          | Trípoli    | Gran Río Artificial | 20.000    |
| Sweahly       | Misratah   | 9 de Julio          | 10.000    |
| Tahaddy       | Bengasi    | Hugo Chávez         | 10.550    |
| Tersanah      | Trípoli    | Gran Río Artificial | 20.000    |

El campeonato cuenta con la participación de catorce equipos, a diferencia del torneo pasado, en donde compitieron dieciséis equipos.
Diez de los catorce equipos se encuentran ubicados en las dos grandes ciudades de Libia, cinco en Trípoli y cinco en Bengasi, mientras los restantes provienen de Al Zawiyah, Sirte, Al Bayda y de la importante ciudad de Misratah.

## Clasificación
Actualizado el 19 de febrero

Fuente
| Pos | Equipo       | Pts | PJ | G  | E | P  | GF | GC | DIF |
| --- | ------------ | --- | -- | -- | - | -- | -- | -- | --- |
| 1ª  | Ittihad      | 42  | 16 | 13 | 3 | 0  | 32 | 9  | 23  |
| 2ª  | Ahly (T)     | 31  | 16 | 9  | 4 | 3  | 26 | 13 | 13  |
| 3ª  | Ahly (B)     | 31  | 16 | 10 | 2 | 4  | 24 | 14 | 10  |
| 4ª  | Kahleej Sirt | 30  | 16 | 9  | 3 | 4  | 33 | 22 | 11  |
| 5ª  | Madina       | 24  | 16 | 5  | 9 | 2  | 18 | 16 | 2   |
| 6ª  | Akhdar       | 23  | 16 | 6  | 5 | 5  | 23 | 23 | 0   |
| 7ª  | Hilal        | 22  | 16 | 6  | 4 | 6  | 19 | 23 | -4  |
| 8ª  | Nasr         | 21  | 16 | 6  | 3 | 7  | 22 | 18 | 4   |
| 9ª  | Shat         | 19  | 16 | 5  | 4 | 7  | 15 | 23 | -8  |
| 10ª | Sweahly      | 16  | 16 | 4  | 4 | 8  | 13 | 22 | -9  |
| 11ª | Tersanah     | 14  | 16 | 3  | 5 | 8  | 19 | 27 | -8  |
| 12ª | Najma        | 13  | 16 | 3  | 4 | 9  | 12 | 18 | -6  |
| 13ª | Tahaddy      | 11  | 16 | 3  | 2 | 11 | 12 | 30 | -18 |
| 14ª | Olomby       | 9   | 16 | 1  | 6 | 9  | 13 | 22 | -9  |

 Pos=Posición; Pts=Puntos; PJ=Partidos jugados; G=Partidos ganados; E=Partidos empatados; P=Partidos perdidos; GF=Goles a favor; GC=Goles en contra; DIF=Diferencia de gol
|  | Clasificando a Liga de Campeones de la CAF 2011 |
|  | En zona de promoción de categoría               |
|  | En zona de descenso                             |

## Evolición de la Clasificación
Actualizado el 19 de febrero

Fuente
| Equipo / Jornada | 01 | 02 | 03 | 04 | 05 | 06 | 07 | 08 | 09 | 10 | 11 | 12 | 13 | 14 | 15 | 16 | 17 | 18 | 19 | 20 | 21 | 22 | 23 | 24 | 25 | 26 |
| ---------------- | -- | -- | -- | -- | -- | -- | -- | -- | -- | -- | -- | -- | -- | -- | -- | -- | -- | -- | -- | -- | -- | -- | -- | -- | -- | -- |
| Ahly (B)         | 8  | 9  | 14 | 13 | 9  | 10 | 11 | 9  | 8  | 6  | 4  | 2  | 2  | 2  | 2  | 3  |    |    |    |    |    |    |    |    |    |    |
| Ahly (T)         | 11 | 7  | 5  | 4  | 2  | 3  | 5  | 6  | 3  | 2  | 5  | 3  | 3  | 3  | 3  | 2  |    |    |    |    |    |    |    |    |    |    |
| Akhdar           | 4  | 3  | 4  | 5  | 3  | 2  | 3  | 2  | 4  | 7  | 7  | 7  | 6  | 6  | 7  | 6  |    |    |    |    |    |    |    |    |    |    |
| Hilal            | 13 | 11 | 11 | 9  | 7  | 8  | 6  | 3  | 2  | 4  | 2  | 5  | 7  | 7  | 6  | 7  |    |    |    |    |    |    |    |    |    |    |
| Ittihad          | 1  | 2  | 2  | 1  | 1  | 1  | 1  | 1  | 1  | 1  | 1  | 1  | 1  | 1  | 1  | 1  |    |    |    |    |    |    |    |    |    |    |
| Kahleej          | 10 | 13 | 8  | 12 | 13 | 11 | 8  | 8  | 7  | 5  | 3  | 4  | 4  | 4  | 4  | 4  |    |    |    |    |    |    |    |    |    |    |
| Madina           | 8  | 10 | 10 | 7  | 6  | 6  | 4  | 5  | 5  | 3  | 6  | 6  | 5  | 5  | 5  | 5  |    |    |    |    |    |    |    |    |    |    |
| Najma            | 11 | 14 | 13 | 11 | 8  | 9  | 10 | 11 | 12 | 12 | 12 | 12 | 12 | 12 | 12 | 12 |    |    |    |    |    |    |    |    |    |    |
| Nasr             | 1  | 1  | 1  | 2  | 4  | 4  | 2  | 4  | 6  | 8  | 8  | 9  | 9  | 8  | 9  | 8  |    |    |    |    |    |    |    |    |    |    |
| Olomby           | 13 | 11 | 11 | 14 | 14 | 14 | 14 | 14 | 14 | 13 | 13 | 13 | 13 | 13 | 13 | 14 |    |    |    |    |    |    |    |    |    |    |
| Shat             | 6  | 6  | 7  | 8  | 12 | 13 | 12 | 12 | 10 | 11 | 11 | 10 | 8  | 9  | 8  | 9  |    |    |    |    |    |    |    |    |    |    |
| Al Sweahly       | 4  | 4  | 3  | 3  | 5  | 5  | 7  | 7  | 9  | 10 | 9  | 8  | 10 | 10 | 10 | 10 |    |    |    |    |    |    |    |    |    |    |
| Tahaddy          | 3  | 8  | 9  | 10 | 11 | 12 | 13 | 13 | 13 | 14 | 14 | 14 | 14 | 14 | 14 | 13 |    |    |    |    |    |    |    |    |    |    |
| Tersanah         | 6  | 5  | 6  | 6  | 10 | 7  | 9  | 10 | 11 | 9  | 10 | 11 | 11 | 11 | 11 | 11 |    |    |    |    |    |    |    |    |    |    |

## Resultados
Actualizado el 20 de febrero

Fuente
| L\V      | AHB | AHT | AKH | HIL | ITT | KHA | MAD | NAJ | NAS | OLO | SHA | SWE | TAH | TER |
| Ahly (B) |     | 0:0 | 2:1 | 2:1 | 0:2 | 0:2 | 0:0 | 2:1 | 2:1 | :   | :   | :   | 2:0 | 5:0 |
| Ahly (T) | :   |     | 3:2 | 0:1 | :   | :   | :   | 3:0 | :   | 2:1 | 3:0 | 2:0 | 3:0 | 3:2 |
| Akhdar   | 2:1 | 2:1 |     | :   | :   | 2:3 | 2:2 | 1:0 | 1:0 | :   | :   | 1:1 | 3:1 | 2:2 |
| Hilal    | :   | :   | 1:2 |     | 1:1 | :   | 2:2 | :   | 0:2 | :   | 3:2 | 2:2 | :   | :   |
| Ittihad  | 3:1 | 2:1 | 3:0 | :   |     | :   | :   | :   | 3:0 | 3:2 | :   | 3:1 | 3:0 | :   |
| Kahleej  | :   | 2:2 | :   | 4:0 | 2:3 |     | :   | :   | 2:1 | 3:2 | 4:1 | 2:2 | 2:3 | 2:0 |
| Madina   | 0:1 | 1:1 | :   | 0:0 | 0:0 | 1:1 |     | :   | 2:2 | 2:1 | :   | :   | :   | 2:1 |
| Najma    | :   | 0:1 | 1:1 | 0:1 | 0:1 | 1:0 | 0:1 |     | :   | :   | :   | 3:0 | :   | 2:2 |
| Nasr     | :   | 0:1 | :   | 2:1 | :   | 4:1 | :   | 0:0 |     | 1:1 | 1:0 | :   | :   | :   |
| Olomby   | 1:3 | 0:0 | 0:0 | 1:2 | 0:2 | :   | :   | 1:1 | :   |     | 1:1 | :   | 0:1 | :   |
| Shat     | 0:2 | :   | 2:1 | :   | 1:2 | :   | 1:1 | 2:1 | 1:3 | 1:0 |     | :   | :   | 1:1 |
| Sweahly  | 0:1 | :   | :   | 1:0 | :   | :   | 0:1 | 2:1 | 1:0 | 0:0 | 0:1 |     | 0:2 | :   |
| Tahaddy  | :   | :   | :   | 1:2 | 0:0 | 0:2 | 1:3 | 0:1 | 0:4 | :   | 0:1 | 1:2 |     | 2:2 |
| Tersanah | :   | :   | :   | 1:2 | 0:1 | 0:1 | 3:0 | :   | 2:1 | 1:2 | 0:0 | 2:1 | :   |     |

## Máximos goleadores
Actualizado el 20 de febrero

Fuente
| Jugador                    | Jugador          | Goles | Equipo        |
| -------------------------- | ---------------- | ----- | ------------- |
| Bandera de Libia           | Ahmed Krawa'a    | 10    | Tersanah      |
| Bandera de Senegal         | Sheikh Sedao     | 10    | Khaleej Sirte |
| Bandera de Marruecos       | Rasheed al Deasy | 9     | Shat          |
| Bandera de Libia           | Samir al Wahaj   | 7     | Ahly Bengasi  |
| Bandera de Libia           | Achour Majeed    | 7     | Khaleej Sirte |
| Bandera de Costa de Marfil | Stefan de Paul   | 7     | Madina        |